# Carim Cã
Maomé Carim Cã Zande (em luri: کەریم خانی زەند; em persa: کریم خان زند; romaniz.: Mohammad Karim Khan Zand; c. 1705 — 1 de março ou 1 de maio de 1779) foi um nobre iraniano sunita do século XIII, o fundador epônimo da dinastia Zande, tendo governado todo o Irã, exceto o Coração, de 1751 a 1 de março/maio de 1779. Ele também governou alguns territórios caucasianos e ocupou Baçorá por alguns anos.

## Família e juventude
Carim Cã pertenceu a tribo Zande, uma tribo de origem laque ou luri. Carim Cã nasceu em 1705 em algum lugar no oeste do Irão. Em 1732, Nader Xá, que foi o comandante de facto do Império Safávida, moveu milhares de bakhtiaris e muitas famílias Zande para Coração, Carim Cã foram alguns deles. Em 1736, Nader Xá depôs o governante do Império Safávida Abas III e assumiu o trono, iniciando a Dinastia Afexárida. Porém, Nader Xá foi assassinado em 1747 por seus próprios homens, o que deu a oportunidade dos bakhtiaris sob a liderança de Ali Mardane Cã e os Zande sob o comando de Carim Cã de retornarem para suas antigas terras no oeste do Irão.

## Reinado
Algum tempo mais tarde, Carim Cã, Ali Mardane Cã e outro chefe bactiari chamado Abulfate Cã Bactiari alcançaram um acordo para dividir o país entre si e dar o trono ao príncipe safávida Ismail III. Porém, a cooperação terminou quando Ali Mardane Cã invadiu Ispaã e matou Abulfate Cã. Posteriormente, Carim Cã matou Ali Mardane Cã e ganhou o controle sobre todo o Irão excepto a região de Coração, que foi governada por Xaruque, o neto de Nader Xá. Carim Cã não adotou o titulo xá para si, preferindo o titulo de Vakil e-Ra'aayaa (Representante do povo).
Durante o governo de Carim Cã, a Pérsia recuperou-se da devastação de quarenta anos de guerra, provendo ao país um senso renovado de tranquilidade, segurança, paz, e prosperidade. Durante o seu reinado, as relações com os britânicos foram restauradas, e ele permitiu que a Companhia das Índias Orientais tivesse um posto de troca no sul do Irão. Ele fez de Xiraz a sua capital e ordenou a construção de muitos projetos arquitetônicos na cidade. Carim Cã faleceu em 1 de março de 1779, estando doente durante seis meses, provavelmente de tuberculose. Foi cremado três dias depois no "Jardim Nazar", hoje em dia conhecido como Museu Pars.
Depois da morte de Carim Cã, a guerra civil chegou mais uma vez, e nenhum de seus descendentes foi capaz de governar o país tão bem quanto ele. O último desses descendentes, Lotefe Ali Cã, foi morto pelo governante Cajar Maomé Cã Cajar, que se tornou o rei do Irão e iniciou a Dinastia Cajar.

## Legado
Atualmente, ele tem a reputação de um dos governantes mais justos e capazes da história Iraniana. Muitas estórias e anedotas descrevem Karim Cã como um líder justo, genuinamente preocupado com o bem estar da população. Nas palavras de John Malcolm: "O reinado desse excelente príncipe, em contraste daqueles que o precederam e o seguiram, origina na história da Pérsia aquela mistura de prazer e repulsa, que um viajante aprecia em chegar a um lindo e fértil vale durante a sua jornada árdua. É prazeroso recontar as ações de um chefe de estado que, mesmo nascido de uma camada inferior, obteve poder sem crime, e o exerceu com a moderação que, no seu tempo, era singular como a sua humanidade e justiça". Está sepultado no Museu Pars em Xiraz.